# Grenier de Strasbourg
Le grenier de Strasbourg est un monument historique situé à Strasbourg, dans le département français du Bas-Rhin.

## Localisation
Ce bâtiment est situé au 8, rue Modeste-Schickelé à Strasbourg.

## Historique
L'édifice fait l'objet d'une inscription au titre des monuments historiques depuis 2004.